# De Maasbode
De Maasbode, opgericht als weekblad met 800 abonnees in 1868, was vanaf 1885 een te Rotterdam verschijnend landelijk katholiek dagblad, na de Tweede Wereldoorlog als avondkrant.

## Bloei en ondergang
De eerste hoofdredacteur was J.W. Thompson. Vanaf 1870 verscheen het blad drie keer per week, in 1885 werd het een dagblad. In 1889 werd Thompson opgevolgd door zijn zoon rector M.A. Thompson, priester, die een van de vertegenwoordigers van het katholieke integralisme in Nederland was. Met ingang van 1907 verscheen het blad in een ochtend- en avondeditie. M.A. Thompson werd in 1913 opgevolgd door rector R. van Reysen en deze in 1929 door Mgr. dr. Jan Witlox.
Tot de Tweede Wereldoorlog bleef De Maasbode het belangrijkste katholieke dagblad met 51.000 abonnees in 1938-1939, tegen De Tijd met 10.000 en de Volkskrant met 25.000 abonnees.
Aan het eind van de jaren vijftig en aan het begin van de jaren zestig kregen veel kranten te maken met meer concurrentie, hogere kosten en de noodzaak te investeren in nieuwe technische apparatuur. Per 1 april 1959 werd de Rotterdamse NV De Maasbode overgenomen door en samengevoegd met de landelijke, te Amsterdam verschijnende, katholieke avondkrant De Tijd (opgericht in 1845), die zich nu gedurende een aantal jaren De Tijd / de Maasbode noemde. Beide avondbladen bezaten een conservatief-katholieke signatuur en waren meer georiënteerd op de welgestelde en meer ontwikkelde, financiële en intellectuele katholieke bovenlaag, terwijl de katholieke ochtendkrant de Volkskrant, pas opgericht na de Eerste Wereldoorlog, gelieerd was met de Katholieke Arbeidersbeweging (KAB), het latere Nederlands Katholiek Vakverbond (NKV). (De Volkskrant werd vanaf 1919 uitgegeven als weekblad van de KAB. Vanaf 1920 verscheen de krant om de dag en ten slotte vanaf 1921 als dagblad.)
Sinds 1966 (kort nadat Joop Lücker hoofdredacteur geworden was) heette de De Tijd / de Maasbode weer gewoon De Tijd. Als gevolg van de ontzuiling nam het aantal abonnees van De Tijd af, waardoor dit blad in 1974 moest worden omgezet in een weekblad. Dit weekblad ging vervolgens in 1990 samen met het weekblad Haagse Post op in het nieuwe opinieweekblad HP/De Tijd, dat sinds 2012 een maandblad is.

## Medewerkers
Vanaf 1903 tot in 1940 was Henri Kuijpers de algemeen directeur. Zijn broer Johan Kuijpers volgde hem in 1945 na de oorlog op. Andere noemenswaardige medewerkers waren: Alphons Hustinx (1900-1972) en Uri Nooteboom (1903-1945). Uit de jaren 50, om nog één willekeurige naam te noemen: Martin W. Duyzings (Valkenburg 1916-1997), een kundig sportredacteur die voor De Maasbode onder meer veelgelezen reportages maakte over de Tour de France.
Op het oog ondergeschikte zaken kunnen soms toch ook wat over het karakter van een krant zeggen. Een aardig detail is het, dat De Maasbode al kort na de oorlog een Amerikaanse stripserie publiceerde, geïmporteerd via King Features Syndicate, waarin de held onder meer bij de bereden Canadese politie optrad. Deze strip, Tim Tyler, was van striptekenaar Lyman Young (1893-1984), maar later nam diens zoon Bob Young de strip over. Een dergelijke meer volwassen, zelfs buitenlandse strip uit de nieuwe wereld was toen nog een betrekkelijk nieuw fenomeen voor een Nederlands dagblad.